# Саудівський мур
Саудівський мур — комплекс загороджувальних інженерних споруд загальною протяжністю 900 км на кордоні Саудівської Аравії з Іраком.

## Будівництво
До зведення потужного укріпрайону вздовж кордону з Іраком влада Саудівської Аравії приступила в 2014 році і планує його завершити до кінця 2015 року.

## Облаштування
Мур складатиметься з традиційних загороджень та високотехнологічних систем стеження. Також створюються спеціальні піщані бар'єри, що утрудняють рух людей та техніки. За ними споруджуються перешкоди у вигляді сталевого паркану і декількох рядів колючого дроту.
У прикордонній смузі буде встановлено 78 оглядових веж, забезпечених сучасною радарною системою SPEXER 2000. Пристрої зможуть виявляти рухомі об'єкти на відстані від 18 до 36 кілометрів в залежності від їх розміру.
Крім цього, мур буде забезпечений підземними датчиками та камерами нічного бачення. У разі порушення кордону на місце відразу прибудуть групи швидкого реагування на БТР. Охороняти мур одночасно будуть 3 тис. солдатів на 240 БТР та позашляховиках.

## Призначення
За словами офіційного представника прикордонної служби королівства Мухаммада аль-Гамді, даний проект повинен убезпечити Саудівську Аравію від проникнення в країну бойовиків з Іраку.